# Thượng Giáp
Thượng Giáp là một xã thuộc huyện Na Hang, tỉnh Tuyên Quang, Việt Nam.

## Địa lý
Xã Thượng Giáp có diện tích 29,32 km².

## Dân số
Dân số năm 2006 là 1.715 người, mật độ dân số đạt 58 người/km².

## Hành chính
Thượng Giáp bao gồm 06 thôn: Nặm Cằm, Bản Vịt, Nà Thài, Bản Muồng, Bản Cưởm, Nà Ngoa.
Trung tâm xã nằm tại thôn Nà Thài nơi có trụ sở các cơ quan Ủy ban nhân dân xã, Trạm y tế, trường học.